# Jørgen Matthias Christian Schiødte

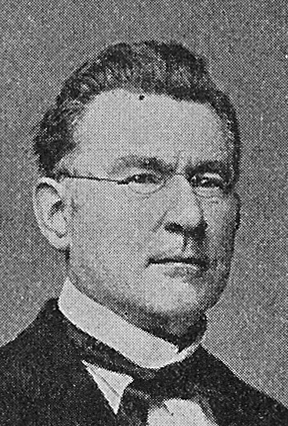
Jørgen Matthias Christian Schiødte

Jørgen Matthias Christian Schiødte (ur. 20 kwietnia 1815 w Christianshavn, zm. 22 kwietnia 1884 w Kopenhadze) – duński przyrodnik, entomolog i arachnolog.

## Wybrane prace
- Genera og species of Danmarks Eleutherata at tjene som fauna for denne orden og som indledning til dens anatomie og historie (1841)
- Naturhistoriske bidrag til en beskrivelse of Grønland / af J. Reinhardt, J.C. Schiødte, O.A.L. Mørch, C.F. Lütken, J. Lange, H. Rink. Særskilt aftryk af tillæggene til "Grønland, geographisk og statistisk beskrevet," af H. Rink. 1857